# Aristolochia stenosiphon
Aristolochia stenosiphon là một loài thực vật có hoa trong họ Aristolochiaceae. Loài này được P.H.Davis & M.S.Khan mô tả khoa học đầu tiên năm 1961.